# Гузь Володимир Дмитрович
Володимир Дмитрович Гузь (1873 — після 1930) — селянин, член III Державної думи від Чернігівської губернії.

## Життєпис
Православний, селянин містечка Монастирище Монастирищенської волості Ніжинського повіту.
Освіту здобув у сільській однокласній школі. Займався землеробством (мав 30 десятин своєї землі). У 1903—1907 роках був волосним старшиною, також був дільничним піклувальником про народну тверезість. Обирався гласним Ніжинських повітових земських зборів та членом повітової земської управи.
У 1907 був обраний членом III Державної думи від Чернігівської губернії. Входив до фракції октябристів. Працював членом земельної та продовольчої комісій.
Був одружений.
Заарештований 7 лютого 1930 р. За постановою особливої наради при Колегії ГПУ УСРР від 20 лютого 1930 р. як антирадянський елемент висланий до Казахстану на три роки. Реабілітований 26 серпня 1989 р.